# Reischach (Italië)
Reischach (it: Riscone) is een plaats (frazione) in de Italiaanse gemeente Bruneck.
Aufhofen · Dietenheim · Luns · Reischach · Sankt Georgen · Stegen